# Charlotte Anne Moberly
Pour les articles homonymes, voir Moberly (homonymie).
Charlotte Anne Elizabeth Moberly (1846-1937) est une universitaire britannique, première principale du St Hugh's College d'Oxford. Elle est connue pour son récit de voyage An Adventure, publié en 1911 avec Eleanor Jourdain.

## Biographie
Charlotte Moberly, connue comme Annie Moberly, naît à Winchester en 1846. Elle est la septième fille d'une fratrie de dix enfants. Son père, George Moberly (en), est principal de Winchester College de 1836 à 1867 et évêque de Salisbury de 1869 à 1885. Sa mère, Mary Anne Crokat, est issue d'une famille écossaise installée à Livourne. L'un de ses frères, Robert Moberly (en), est professeur de théologie et le premier directeur de St Stephen's House, collège de théologie anglican privé d'Oxford. Comme ses sœurs, elle est éduquée à domicile par sa mère et une gouvernante, mais bénéficie de la proximité du collège, notamment de leçons de musique avec l'organiste de la chapelle. Elle étudie le latin, le grec biblique et l'hébreu avec ses frères. 
Lorsque son père est nommé évêque de Salisbury en 1869, elle devient sa secrétaire jusqu'à sa mort en 1885. Puis, en 1886, Elizabeth Wordsworth, sœur du nouvel évêque du Salisbury et principale de Lady Margaret Hall, demande à Annie Moberly de prendre la direction de St. Hugh's Hall, l'établissement pour étudiantes anglicanes qu'elle vient de créer à Oxford.

## Principale de St Hugh's Hall
Les frais de scolarité de St Hugh's Hall sont moins élevés que ceux de Lady Margaret Hall, et doivent rendre possible l'accueil d'une nouvelle catégories d'étudiantes, moins favorisées. Le collège ouvre en 1866, avec quatre étudiantes. Annie Moberly reçoit un salaire annuel de 40 £, elle est assistée de deux servantes. En 1911, St Hugh's Hall devient un collège à part entière, sous le nom de St Hugh's College. Le profil de fille d'évêque d'Annie Moberly rassure les parents d'étudiantes, et le collège reçoit beaucoup de filles de pasteurs anglicans. Elle-même, sans être militante, se prononce en faveur de l'accès des étudiantes aux diplômes de l'université et du droit de vote des femmes. Elle encourage le sérieux dans les études, la pratique du sport et de la musique et dirige elle-même  un orchestre inter-collèges à Oxford. Lorsqu'elle prend sa retraite en 1915, à 69 ans, le collège compte soixante étudiantes et ses propres tuteurs. Elle nomme en 1902 une principale-adjointe, Eleanor Jourdain, qui prend sa succession à la direction du collège en 1915. Elle est nommée fellow honoraire et reste membre du conseil d'administration, et elle obtient un master honorifique en 1920, en même temps que d'autres principales de collèges féminins, lorsque l'université d'Oxford décerne des diplômes aux femmes.

## Activités éditoriales
Annie Moberly publie en 1911 avec Eleanor Jourdain, An Adventure, sous les pseudonymes d'Elizabeth Morison et de Frances Lamont. An Adventure, traduit en français sous l'intitulé Fantômes du Trianon, est le récit d'une expérience paranormale que les deux autrices estiment avoir vécue en 1901, lors de leur visite à Versailles. Le roman est un succès et est plusieurs fois réimprimé.
Elle publie également des mémoires familiales en 1911, Dulce domum. Ses adresses aux étudiantes du dimanche soir sont publiées, en 1914 (Five Visions of the Revelations et 1916, The Faith of the Prophets.

## Publications
- Dulce domum : George Moberly (D.C.L., headmaster of Winchester College, 1835-1866, Bishop of Salisbury, 1869-1885), his family and friends, London, J. Murray, 1911 (lire en ligne)
- The Faith of the Prophets, London, J. Murray, 1916 (lire en ligne)
- On Prayer for Special Occasions, London, S.P.C.K., 1917 (lire en ligne)
- Five Visions of the Revelation, London, A.R. Mowbray & Company, 1939 (lire en ligne)
- Ghosts of the Trianon: The Complete "an Adventure", Borgo Pr, 1989 (ISBN 0-8095-7105-6)